# The infinity room
The infinity room is het achtste studioalbum van Paul Ellis. Ellis stelde dat dit album achteraf gezien erg melancholisch klinkt. Deze sfeer wordt het meest benadrukt in track The unveiling moment, dat door het gebruik van een cello Zeit van Tangerine Dream benadert met haast ritmiekloze muziek.. De track die volgt is dan weer een en al sequencermuziek.

## Musici
- Paul Ellis – synthesizers
- Brenda Erikson – cello (5)

## Muziek
Alle van Ellis. Ellis had zichzelf een beperking gesteld, alle stukken moesten 10 minuten duren.

| Nr. | Titel                    | Duur |
| --- | ------------------------ | ---- |
| 1.  | Tick tock                |      |
| 2.  | The realms of the unreal |      |
| 3.  | Forever endeavor         |      |
| 4.  | Flesh and blood          |      |
| 5.  | The unveiling room       |      |
| 6.  | MirrorriM                |      |